# Radiowelt (Zeitschrift, 1924, Wien)
Die Radiowelt erschien von Januar 1924 bis April 1938 in Wien. Sie verstand sich als „Illustrierte Wochenschrift für Jedermann“ und war das „offizielle Organ des Verbandes der Österreichischen Radio-Amateurklubs und des Versuchssenderverbandes“.

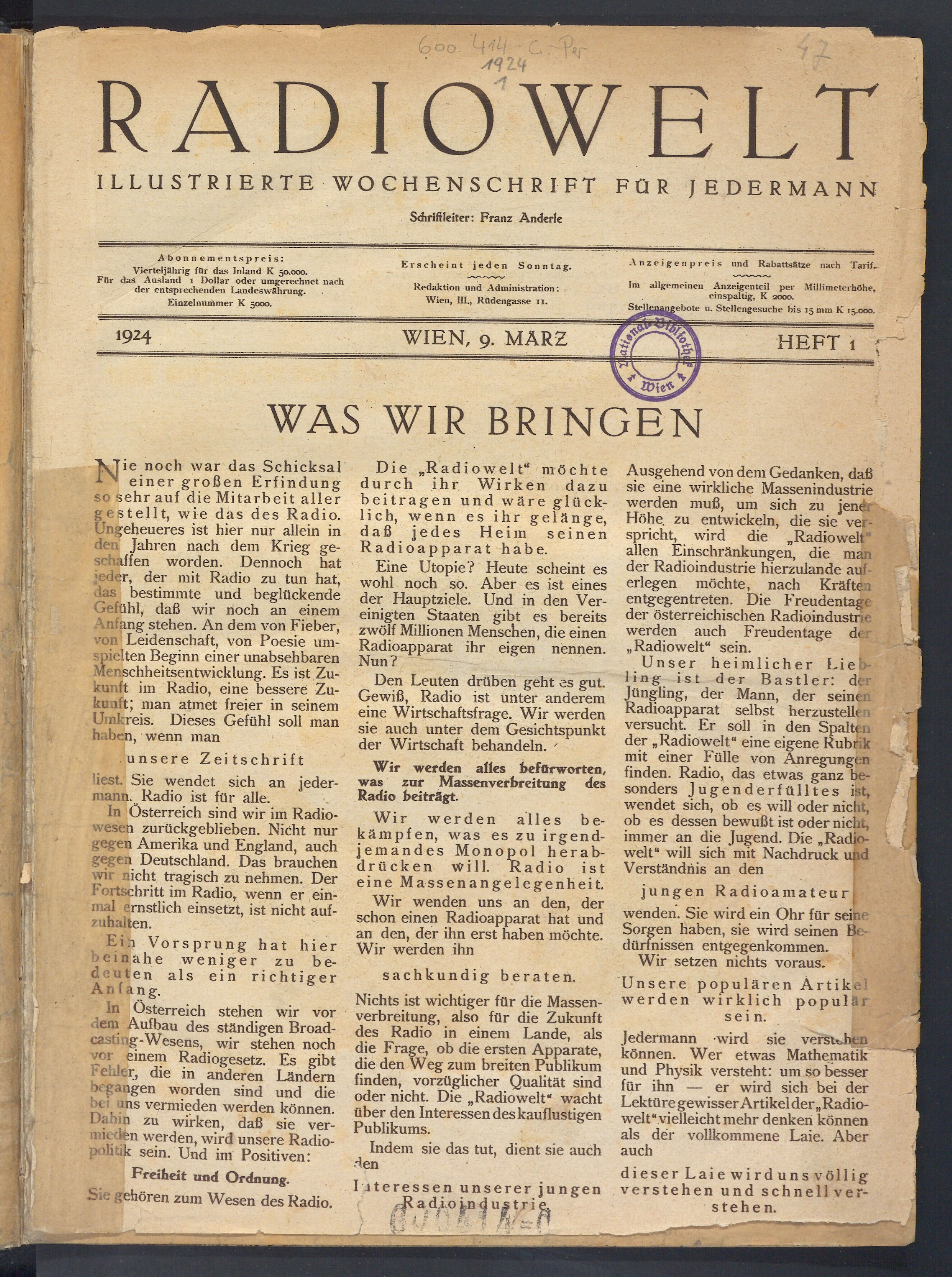
Leitartikel in Ausgabe 1

Die Radiowelt entstand als Reaktion auf die Rundfunk-Euphorie in Zentraleuropa: Die BBC hatte Ende 1922 mit dem Senden begonnen, Deutschland Ende 1923 und Österreich Anfang 1924. Die Autoren berichteten aus der Perspektive der Rundfunkteilnehmer unterhaltsam und politisch. Zum Beispiel bildete die erste Ausgabe das Foto eines Mädchens ab, das einer Puppe den Kopfhörer des Rundfunkempfängers ans Ohr hält. Der Leitartikel der Ausgabe vom 17. März 1934 beschäftigt sich mit dem „Störschutzgesetz“ Ungarns, mit dem Recht auf einen ungestörten Empfang. Ein stetig wachsender Teil der Zeitschrift war das Radioprogramm von europäischen Sendern.
Mit dem Anschluss Österreichs an das Nationalsozialistische Deutschland stellte die Radiowelt ihr Erscheinen ein.